# Wola Mała (Basses-Carpates)
Pour les articles homonymes, voir Wola Mała.
Wola Mała est une localité polonaise de la gmina de Czarna, située dans le powiat de Łańcut en voïvodie des Basses-Carpates.